# عبد العزيز بن رايس
عبد العزيز بن رايس، ولد بتونس العاصمة عام 1903 وتوفي عام 1962، رسام تونسي.

## منشأه
ينتمي عبد العزيز بن رايس إلى أسرة أرستقراطية قريبة من البايات، حيث كان والده وزيرا للقلم. وقد تعرض وهو صغير إلى حادث تسبب له الصمم وصعوبة النطق، فاشتغل بالرسم. وقد دخل مركز تعليم الفنّ.

## إنتاجه
مارس عبد العزيز بن رايس مختلف أنواع الرسم من التصوير الزيتي إلى الرسم على الخشب. وقد رسم مشاهد طبيعية وباقات زهور كما رسم أنهج المدينة العربية.

## وصلة خارجية
تكريما له صدرت بعض لوحاته ضمن طوابع بريدية تونسية:
- لوحة أولى صادرة عام 1987
- لوحة «مشهد طبيعي» صادرة عام 2000